# Viercontinentenkampioenschap kunstschaatsen 2017
Het Viercontinentenkampioenschap is een jaarlijks terugkerend evenement in het kunstschaatsen dat georganiseerd wordt door de Internationale Schaatsunie (ISU) voor deelnemers uit landen buiten Europa, namelijk van de vier continenten Afrika, Amerika, Azië en Oceanië.
De editie van 2017 was het negentiende "4CK" dat werd georganiseerd. De wedstrijden vonden plaats van 16 tot en met 19 februari in Gangneung, provincie Gangwon-do, Zuid-Korea. Het was na 2005 de tweede keer dat deze kampioenschappen in deze stad plaatsvonden en voor de zesde keer in Zuid-Korea. In 2002 en 2010 was Jeonju, in 2008 Goyang en in 2015 Seoel gaststad.
Plaats van handeling was de Gangneung Ice Arena, ook de sportarena waar de sporten kunstschaatsen en shorttrack op de OS van 2018 worden gehouden.
Medailles waren er te verdienen in de traditionele onderdelen: mannen individueel, vrouwen individueel, paarrijden en ijsdansen.
| Programma | Programma             | Programma           | Programma            | Programma          | Programma          | Programma |
| --------- | --------------------- | ------------------- | -------------------- | ------------------ | ------------------ | --------- |
|           | donderdag 16 februari | vrijdag 17 februari | zaterdag 18 februari | zondag 19 februari | zondag 19 februari |           |
| IJsdansen | korte kür             | vrije kür           |                      |                    | Gala               |           |
| Paren     | korte kür             |                     | vrije kür            |                    | Gala               |           |
| Vrouwen   | korte kür             |                     | vrije kür            |                    | Gala               |           |
| Mannen    |                       | korte kür           |                      | vrije kür          | Gala               |           |

## Deelnemende landen
Alle ISU-leden uit Afrika, Amerika, Azië en Oceanië hadden het recht om maximaal drie startplaatsen per categorie in te vullen. Deze regel is afwijkend ten opzichte van de overige ISU kampioenschappen waarbij extra startplaatsen kunnen worden verdiend door de prestaties van de deelnemers in het voorgaande jaar.
Veertien landen schreven dit jaar deelnemers in voor dit toernooi. Zij vulden het aantal van 80 startplaatsen in. Canada en de Verenigde Staten vulden de maximale mogelijkheid van twaalf startplaatsen in. Ten opzichte van de editie van 2016 schreven Argentinië, Noord-Korea en Thailand geen deelnemers in. Oezbekistan en Singapore maakten een rentree.
(Tussen haakjes het aantal startplaatsen; respectievelijk: mannen, vrouwen, paren, ijsdansen)
| Canada (3-3-3-3) Verenigde Staten (3-3-3-3) China (2-3-3-3) Zuid-Korea (3-3-3-2) | Japan (3-3-2-2) Australië (3-2-1-3) Hongkong (3-1-0-0) Taiwan (2-1-0-0) | Maleisië (2-0-0-0) Singapore (0-2-0-0) Filipijnen (1-0-0-0) Kazachstan (0-1-0-0) | Oezbekistan (1-0-0-0) Zuid-Afrika (0-1-0-0) |

## Medailleverdeling
Bij de mannen behaalde debutant Nathan Chen de titel. Hij was de derde Amerikaan die dit kampioenschap op zijn naam schreef. Evan Lysacek (2005, 2007) en Adam Rippon (2010) gingen hem voor. De Japanner Yuzuru Hanyu op plaats twee behaalde zijn derde podiumplaats, ook in 2011 en 2013 werd hij tweede. Zijn landgenoot Shoma Uno op plaats drie behaalde zijn eerste eremetaal op het "4CK".
Bij de vrouwen ging de titel eveneens naar een debutante. Mai Mihara volgde haar landgenote Satoko Miyahara op als titelhoudster. Voor Japan was het de elfde titel, Fumie Suguri (2001, 2003 en 2005), Yukina Ota (2004), Mao Asada (2008, 2010, 2013), Miki Ando (2011) en Kanako Murakami (2014) veroverden de andere titels. Met de tweede plaats behaalde Gabrielle Daleman haar eerste podiumplaats. Zij was de vierde Canadese vrouw die hierop plaats nam, Annie Bellemare (3e in 2000), Cynthia Phaneuf (2e in 2004) en Joannie Rochette (3e in 2007, 2e in 2008 en 2009) gingen haar voor. De Amerikaanse Mirai Nagasu op plaats drie behaalde haar derde medaille, in 2011 won ze brons en het voorgaande jaar de zilveren medaille.
In het kampioenschap bij de paren prolongeerde het paar Sui Wenjing / Han Cong de titel, hun vierde in totaal, de eerste twee werden in 2012 en 2014 behaald. Het was de veertiende titel voor China. De drie paren Shen Xue / Zhao Hongbo (3x), Pang Qing / Tong Jian (5x) en Zhang Dan / Zhang Hao (2x) veroverden de andere titels. Ook het Canadese paar Meagan Duhamel / Eric Radford namen voor de vierde keer plaats op het erepodium, ze werden tweede in 2011 en wonnen de titel in 2013 en 2015. Voor Duhamel was het haar vijfde medaille, in 2010 won ze ook nog brons met Craig Buntin als partner. Hun landgenoten Ljoebov Iljoesjetsjkina / Dylan Moscovitch op plaats drie behaalden hun eerste medaille.
Bij het ijsdansen stonden net als bij de vorige achttien edities enkel Amerikanen en Canadezen op het erepodium. Het paar Tessa Virtue / Scott Moir behaalden hun derde titel, in 2008 en 2012 wonnen ze hun eerdere titels. Het was hun zevende eremetaal, in 2006 en 2007 wonnen ze brons en in 2009 en 2013 de zilveren medaille. Het was de negende titel voor Canada, Shae-Lynn Bourne / Victor Kraatz (1999, 2001, 2003), Marie-France Dubreuil / Patrice Lauzon (2007) en Kaitlyn Weaver / Andrew Poje (2010, 2015) veroverden de andere titels. Op de plaatsen twee en drie namen Amerikaanse paren plaats die beide voor het derde opeenvolgende jaar op het erepodium stonden. De titelverdedigers, broer en zus Maia en Alex Shibutani, op plaats twee, behaalden hun vierde medaille, in 2011 en 2015 wonnen ze respectievelijk de zilveren- en bronzen medaille. Ook Madison Chock / Evan Bates, op plaats drie, behaalden hun vierde medaille, in 2013 werden ze ook derde en in 2015 en 2016 tweede.
| Onderdeel | Goud                      | Zilver                          | Brons                                      |
| --------- | ------------------------- | ------------------------------- | ------------------------------------------ |
| Mannen    | Nathan Chen               | Yuzuru Hanyu                    | Shoma Uno                                  |
| Vrouwen   | Mai Mihara                | Gabrielle Daleman               | Mirai Nagasu                               |
| Paren     | Sui Wenjing / Han Cong    | Meagan Duhamel / Eric Radford   | Ljoebov Iljoesjetsjkina / Dylan Moscovitch |
| IJsdansen | Tessa Virtue / Scott Moir | Maia Shibutani / Alex Shibutani | Madison Chock / Evan Bates                 |

## Uitslagen
| #                | naam (deelname)                | land                      | punten | korte kür   | vrije kür   |
| ---------------- | ------------------------------ | ------------------------- | ------ | ----------- | ----------- |
| Goud             | Nathan Chen                    | Vlag van Verenigde Staten | 307.46 | 103.12 (1)  | 204.34 (2)  |
| Zilver           | Yuzuru Hanyu (3)               | Vlag van Japan            | 303.71 | 097.04 (3)  | 206.67 (1)  |
| Brons            | Shoma Uno (3)                  | Vlag van Japan            | 288.05 | 100.28 (2)  | 187.77 (3)  |
| 04               | Patrick Chan (4)               | Vlag van Canada           | 267.98 | 088.46 (5)  | 179.52 (4)  |
| 05               | Jin Boyang (2)                 | Vlag van China            | 267.51 | 091.33 (4)  | 176.18 (5)  |
| 06               | Jason Brown (2)                | Vlag van Verenigde Staten | 245.85 | 080.77 (9)  | 165.08 (6)  |
| 07               | Misha Ge (6)                   | Vlag van Oezbekistan      | 239.41 | 081.85 (8)  | 157.56 (8)  |
| 08               | Nam Nguyen (3)                 | Vlag van Canada           | 237.08 | 072.99 (13) | 164.09 (7)  |
| 09               | Grant Hochstein (2)            | Vlag van Verenigde Staten | 235.72 | 081.94 (7)  | 153.78 (9)  |
| 10               | Yan Han (4)                    | Vlag van China            | 235.45 | 084.08 (6)  | 151.37 (10) |
| 11               | Brendan Kerry (7)              | Vlag van Australië        | 227.39 | 078.11 (10) | 149.28 (11) |
| 12               | Kevin Reynolds (6)             | Vlag van Canada           | 222.31 | 076.36 (12) | 145.95 (12) |
| 13               | Keiji Tanaka (2)               | Vlag van Japan            | 220.18 | 077.55 (11) | 142.63 (13) |
| 14               | Michael Christian Martinez (3) | Vlag van Filipijnen       | 214.15 | 072.47 (14) | 141.68 (14) |
| 15               | Julian Zhi Jie Yee (4)         | Vlag van Maleisië         | 202.67 | 072.21 (15) | 130.46 (16) |
| 16               | Lee Si-hyeong                  | Vlag van Zuid-Korea       | 195.72 | 065.40 (17) | 130.32 (17) |
| 17               | Kim Jin-seo (4)                | Vlag van Zuid-Korea       | 195.05 | 064.26 (18) | 130.79 (15) |
| 18               | Lee June-hyoung (5)            | Vlag van Zuid-Korea       | 187.58 | 067.55 (16) | 120.03 (18) |
| 19               | Chih-I Tsao (4)                | Vlag van Taiwan           | 169.63 | 051.02 (22) | 118.61 (19) |
| 20               | Andrew Dodds (4)               | Vlag van Australië        | 162.05 | 060.17 (19) | 101.88 (21) |
| 21               | Mark Webster (5)               | Vlag van Australië        | 160.03 | 054.92 (20) | 105.11 (20) |
| 22               | Leslie Man Cheuk Ip            | Vlag van Hongkong         | 146.74 | 052.86 (21) | 093.88 (22) |
| 23               | Kai Xiang Chew                 | Vlag van Maleisië         | 138.46 | 047.38 (23) | 091.08 (23) |
| 24               | Micah Tang                     | Vlag van Taiwan           | 135.79 | 046.41 (24) | 089.38 (24) |
| Alleen korte kür |                                |                           |        |             |             |
| 25               | Harry Hau Yin Lee (5)          | Vlag van Hongkong         |        | 045.27 (25) |             |
| 26               | Harrison Jon-Yen Wong          | Vlag van Hongkong         |        | 045.12 (26) |             |

| #      | naam (deelname)         | land                      | punten | korte kür  | vrije kür   |
| ------ | ----------------------- | ------------------------- | ------ | ---------- | ----------- |
| Goud   | Mai Mihara              | Vlag van Japan            | 200.85 | 66.51 (4)  | 134.34 (1)  |
| Zilver | Gabrielle Daleman (2)   | Vlag van Canada           | 196.91 | 68.25 (1)  | 128.66 (3)  |
| Brons  | Mirai Nagasu (4)        | Vlag van Verenigde Staten | 194.95 | 62.91 (5)  | 132.04 (2)  |
| 04     | Kaetlyn Osmond (3)      | Vlag van Canada           | 184.17 | 68.21 (2)  | 115.96 (6)  |
| 05     | Choi Da-bin (2)         | Vlag van Zuid-Korea       | 182.41 | 61.62 (6)  | 120.79 (4)  |
| 06     | Mariah Bell             | Vlag van Verenigde Staten | 177.10 | 61.21 (7)  | 115.89 (7)  |
| 07     | Li Zijun (5)            | Vlag van China            | 177.05 | 60.37 (8)  | 116.68 (5)  |
| 08     | Jelizabet Toersynbajeva | Vlag van Kazachstan       | 176.65 | 66.87 (3)  | 109.78 (11) |
| 09     | Wakaba Higuchi          | Vlag van Japan            | 172.05 | 58.83 (10) | 113.22 (9)  |
| 10     | Rika Hongo (3)          | Vlag van Japan            | 167.42 | 59.16 (9)  | 108.26 (13) |
| 11     | Alaine Chartrand (4)    | Vlag van Canada           | 167.12 | 53.64 (14) | 113.48 (8)  |
| 12     | Karen Chen (2)          | Vlag van Verenigde Staten | 166.82 | 55.60 (12) | 111.22 (10) |
| 13     | Li Xiangning            | Vlag van China            | 164.85 | 55.73 (11) | 109.12 (12) |
| 14     | Brooklee Han (5)        | Vlag van Australië        | 152.05 | 48.44 (16) | 103.61 (14) |
| 15     | Zhao Ziquan (2)         | Vlag van China            | 147.37 | 49.97 (15) | 097.40 (15) |
| 16     | Kailani Craine (3)      | Vlag van Australië        | 136.91 | 54.70 (13) | 082.21 (17) |
| 17     | Amy Lin (2)             | Vlag van Taiwan           | 125.02 | 45.40 (18) | 079.62 (19) |
| 18     | Maisy Hiu Ching Ma (2)  | Vlag van Hongkong         | 124.65 | 43.55 (19) | 081.10 (18) |
| 19     | Son Suh-hyun            | Vlag van Zuid-Korea       | 122.35 | 38.61 (22) | 083.74 (16) |
| 20     | Chloe Ing               | Vlag van Singapore        | 120.18 | 41.61 (21) | 078.57 (20) |
| 21     | Shuran Yu               | Vlag van Singapore        | 118.40 | 43.26 (20) | 075.14 (21) |
| 0-     | Kim Na-hyun (2)         | Vlag van Zuid-Korea       |        | 45.95 (17) | t.z.t.      |
| 0-     | Michaela Du Toit (2)    | Vlag van Zuid-Afrika      |        | 33.39 (23) | t.z.t.      |

| #      | naam (deelname)                                  | land                      | punten | korte kür  | vrije kür   |
| ------ | ------------------------------------------------ | ------------------------- | ------ | ---------- | ----------- |
| Goud   | Sui Wenjing (5) Han Cong (5)                     | Vlag van China            | 225.03 | 80.75 (1)  | 144.28 (1)  |
| Zilver | Meagan Duhamel (8) Eric Radford (6)              | Vlag van Canada           | 212.23 | 74.31 (3)  | 137.92 (2)  |
| Brons  | Ljoebov Iljoesjetsjkina (3) Dylan Moscovitch (6) | Vlag van Canada           | 205.31 | 73.04 (4)  | 132.27 (4)  |
| 04     | Yu Xiaoyu (2) Zhang Hao (10)                     | Vlag van China            | 203.40 | 75.20 (2)  | 128.20 (5)  |
| 05     | Peng Cheng (3) Jin Yang (2)                      | Vlag van China            | 202.92 | 66.44 (7)  | 136.48 (3)  |
| 06     | Alexa Scimeca (4) Chris Knierim (4)              | Vlag van Verenigde Staten | 193.91 | 69.10 (6)  | 124.81 (6)  |
| 07     | Kirsten Moore-Towers (5) Michael Marinaro (5)    | Vlag van Canada           | 192.35 | 70.89 (5)  | 121.46 (7)  |
| 08     | Haven Denney (3) Brandon Frazier (3)             | Vlag van Verenigde Staten | 179.45 | 63.39 (8)  | 116.06 (8)  |
| 09     | Ashley Cain Timothy LeDuc                        | Vlag van Verenigde Staten | 168.87 | 62.58 (9)  | 106.27 (10) |
| 10     | Sumire Suto (2) Francis Boudreau Audet (2)       | Vlag van Japan            | 164.96 | 58.14 (10) | 106.82 (9)  |
| 11     | Jekaterina Aleksandrovskaja Harley Windsor       | Vlag van Australië        | 154.10 | 56.10 (11) | 098.00 (11) |
| 12     | Kim Su-yeon Kim Hyung-tae                        | Vlag van Zuid-Korea       | 140.68 | 49.88 (13) | 090.80 (12) |
| 13     | Mia Suzaki Ryuichi Kihara (2)                    | Vlag van Japan            | 130.85 | 50.48 (12) | 080.37 (14) |
| 14     | Ji Min-ji Themistocles Leftheris                 | Vlag van Zuid-Korea       | 129.19 | 45.81 (14) | 083.38 (13) |
| 15     | Kim Kyu-eun Alex Kang-chan Kam                   | Vlag van Zuid-Korea       | 118.91 | 41.06 (15) | 077.85 (15) |

| #      | naam (deelname)                         | land                      | punten | korte kür  | vrije kür   |
| ------ | --------------------------------------- | ------------------------- | ------ | ---------- | ----------- |
| Goud   | Tessa Virtue (8) Scott Moir (8)         | Vlag van Canada           | 196.95 | 79.75 (1)  | 117.20 (1)  |
| Zilver | Maia Shibutani (6) Alex Shibutani (6)   | Vlag van Verenigde Staten | 191.85 | 76.59 (2)  | 115.26 (2)  |
| Brons  | Madison Chock (6) Evan Bates (6)        | Vlag van Verenigde Staten | 185.58 | 74.67 (3)  | 110.91 (3)  |
| 04     | Madison Hubbell (5) Zachary Donohue (5) | Vlag van Verenigde Staten | 180.82 | 73.79 (4)  | 107.03 (6)  |
| 05     | Kaitlyn Weaver (8) Andrew Poje (8)      | Vlag van Canada           | 180.09 | 71.15 (5)  | 108.94 (4)  |
| 06     | Piper Gilles (5) Paul Poirier (7)       | Vlag van Canada           | 170.14 | 61.21 (7)  | 108.93 (5)  |
| 07     | Wang Shiyue (4) Liu Xinyu (4)           | Vlag van China            | 154.23 | 61.45 (6)  | 092.78 (7)  |
| 08     | Yura Min (3) Alexander Gamelin (2)      | Vlag van Zuid-Korea       | 144.69 | 59.01 (8)  | 085.68 (8)  |
| 09     | Kana Muramoto (2) Chris Reed (5)        | Vlag van Japan            | 140.38 | 57.80 (9)  | 082.58 (9)  |
| 10     | Chen Hong Zhao Yan                      | Vlag van China            | 128.55 | 51.34 (11) | 077.21 (10) |
| 11     | Song Linshu Sun Zhuoming                | Vlag van China            | 124.59 | 51.60 (10) | 072.99 (11) |
| 12     | Emi Hirai (5) Marien dela Asuncion (5)  | Vlag van Japan            | 121.71 | 49.35 (12) | 072.36 (12) |
| 13     | Lee Ho-jung (2) Richard Kang-in Kam (2) | Vlag van Zuid-Korea       | 112.42 | 44.57 (13) | 067.85 (13) |
| 14     | Adele Morrison Demid Rokachev           | Vlag van Australië        | 096.35 | 37.87 (14) | 058.48 (14) |
| 15     | Matilda Friend (2) William Badaoui (2)  | Vlag van Australië        | 089.29 | 32.75 (16) | 056.54 (15) |
| 16     | Kimberley Hew-Low Timothy McKernan      | Vlag van Australië        | 084.97 | 33.54 (15) | 051.43 (16) |

1999 · 
2000 · 
2001 · 
2002 · 
2003 · 
2004 · 
2005 · 
2006 ·
2007 ·
2008 ·
2009 ·
2010 ·
2011 ·
2012 ·
2013 ·
2014 ·
2015 ·
2016 ·
2017 ·
2018 ·
2019 ·
2020 ·
2021 ·
2022
EK kunstschaatsen ·
WK kunstschaatsen ·
WK kunstschaatsen junioren ·
Olympische Spelen